# Žíteč
Žíteč (v letech 1921–1990 Žiteč, německy Sichs) je vesnice, část městyse Chlum u Třeboně v okrese Jindřichův Hradec v Jihočeském kraji. Nachází se asi pět kilometrů severněbod Chlumu u Třeboně. Prochází zde silnice II/153. Žíteč je také název katastrálního území o rozloze 7,46 km².

## Historie
První písemná zmínka o vesnici pochází z roku 1387.
Dne 19. listopadu 1990 byla Žíteč prohlášena vesnickou památkovou zónou.

## Obyvatelstvo
| Rok            | 1869 | 1880 | 1890 | 1900 | 1910 | 1921 | 1930 | 1950 | 1961 | 1970 | 1980 | 1991 | 2001 | 2011 | 2021 |
| -------------- | ---- | ---- | ---- | ---- | ---- | ---- | ---- | ---- | ---- | ---- | ---- | ---- | ---- | ---- | ---- |
| Počet obyvatel | 602  | 662  | 685  | 727  | 652  | 572  | 572  | 433  | 392  | 346  | 276  | 231  | 189  | 169  | 178  |
| Počet domů     | 71   | 83   | 88   | 89   | 95   | 95   | 111  | 116  | 110  | 102  | 95   | 115  | 117  | 122  | 120  |

## Obecní správa
Při sčítání lidu v letech 1850–1979 Žíteč byla samostatnou obcí, se kterým patřila nejprve do okresu Třeboň, ale od roku 1960 v okrese Jindřichův Hradec. Od 1. ledna 1980 je částí městyse Chlum u Třeboně v okrese Jindřichův Hradec. V letech 1850–1879 k obci patřil Mirochov.

## Pamětihodnosti
- kříž na návsi proti domu čp. 98
- boží muka
- usedlost čp. 43
- sýpka na návsi

Ve vsi stojí kaple Nanebevzetí Panny Marie, u lesa na západ od vsi stojí výklenková kaple, další stojí u silnice na Lutovou a další malá kaplička je také v severozápadní části vesnice.

## Galerie

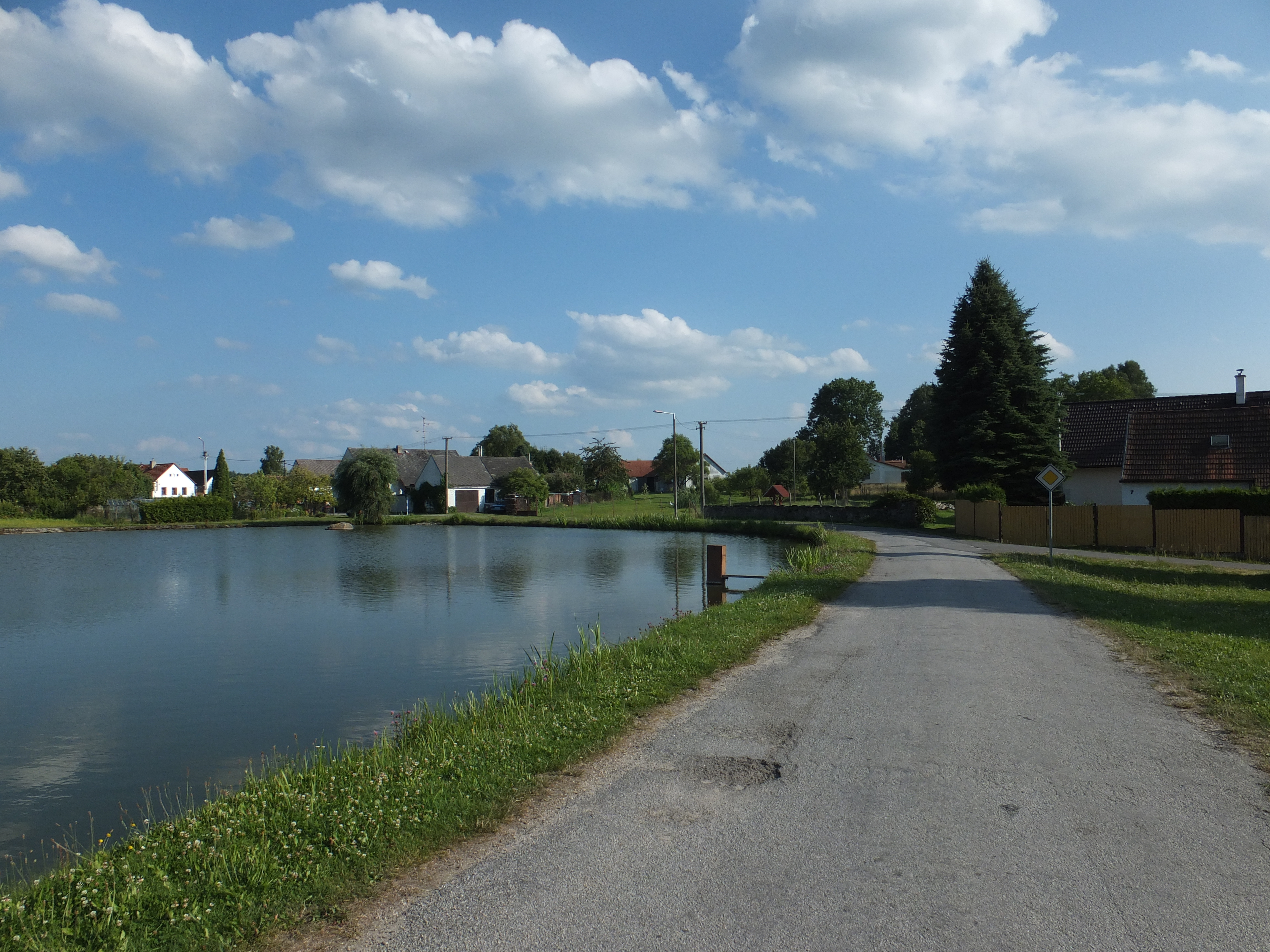
Pohled od jihovýchodu
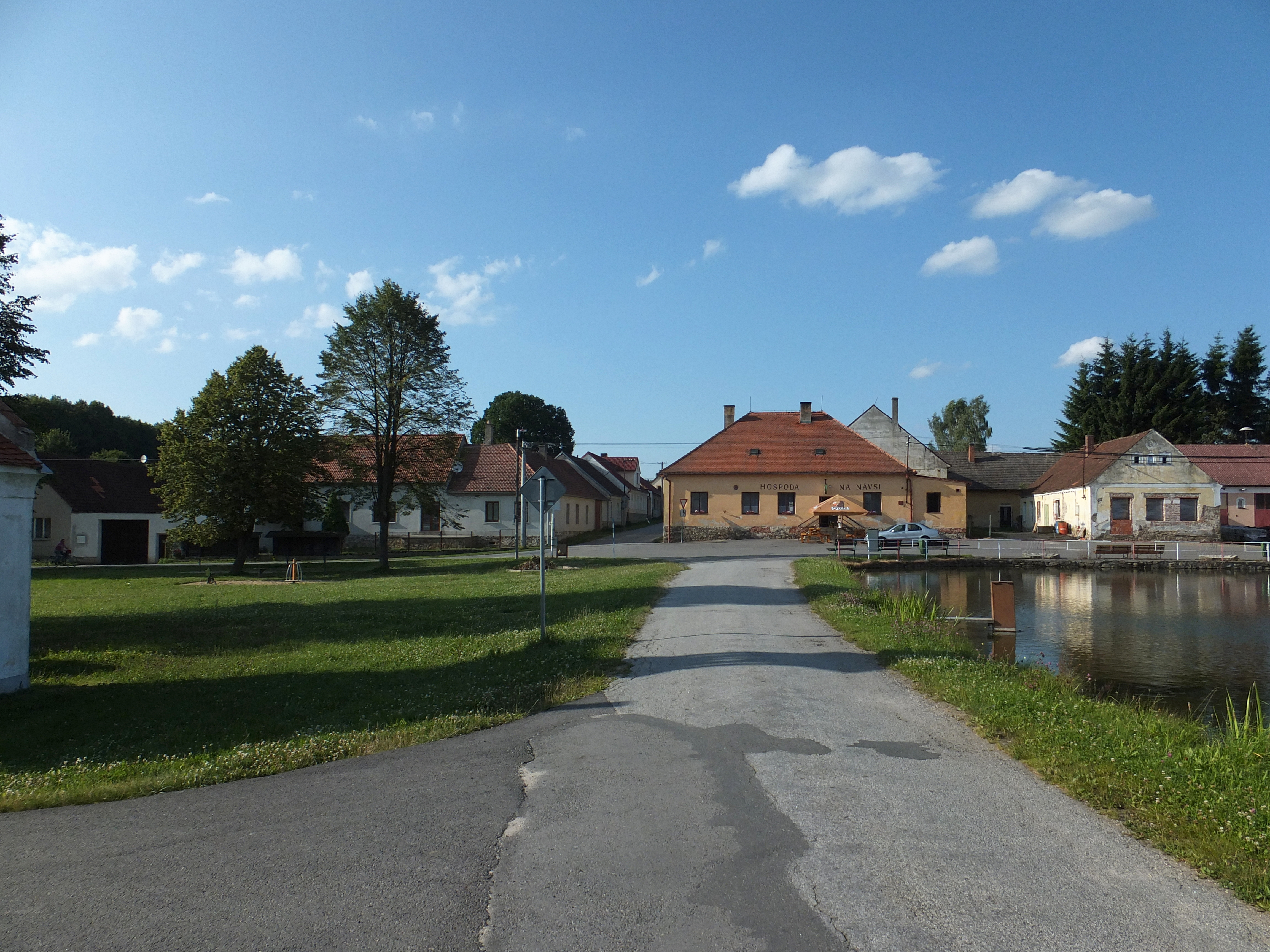
Pohled ze severu
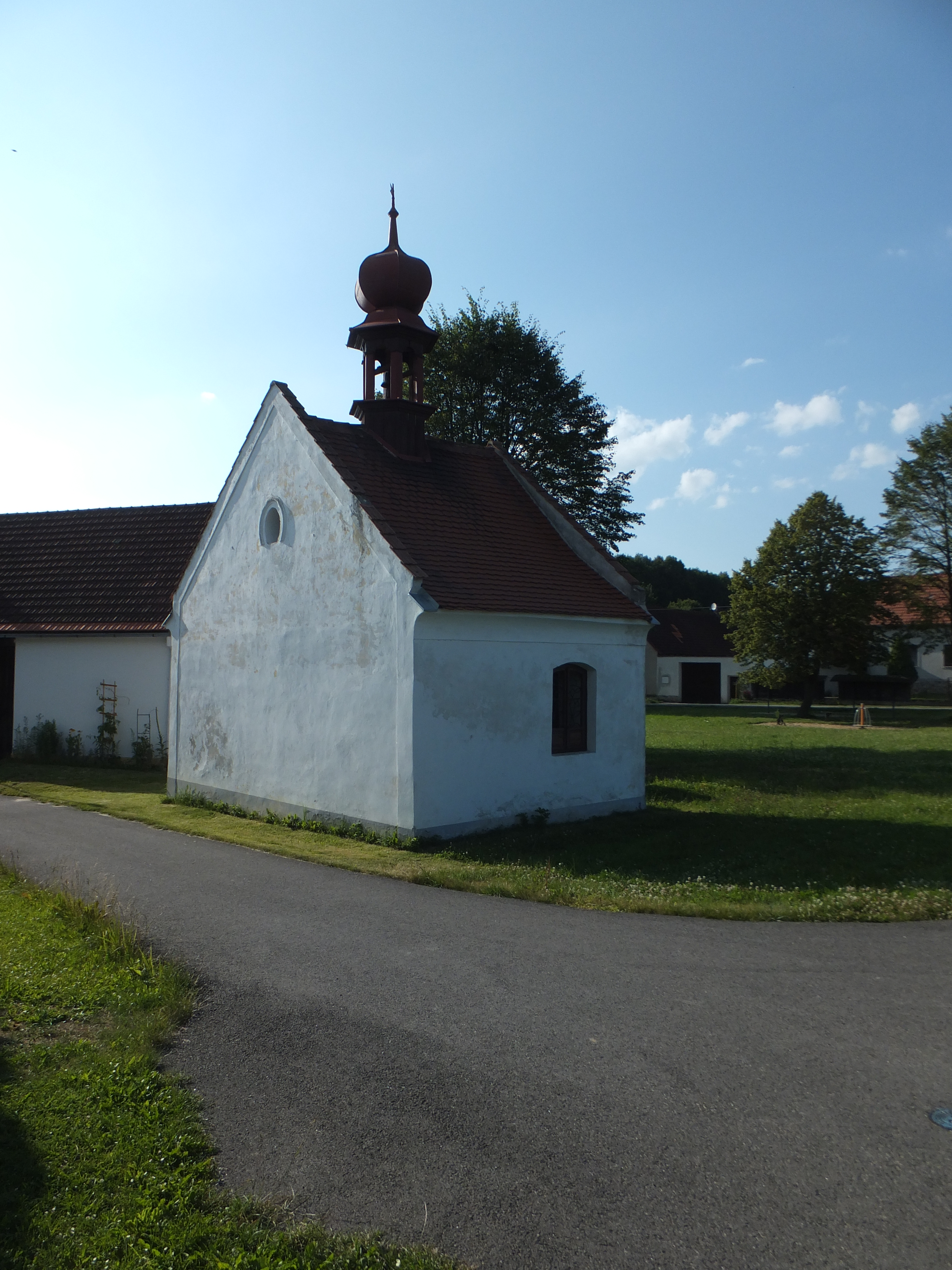
Kaple
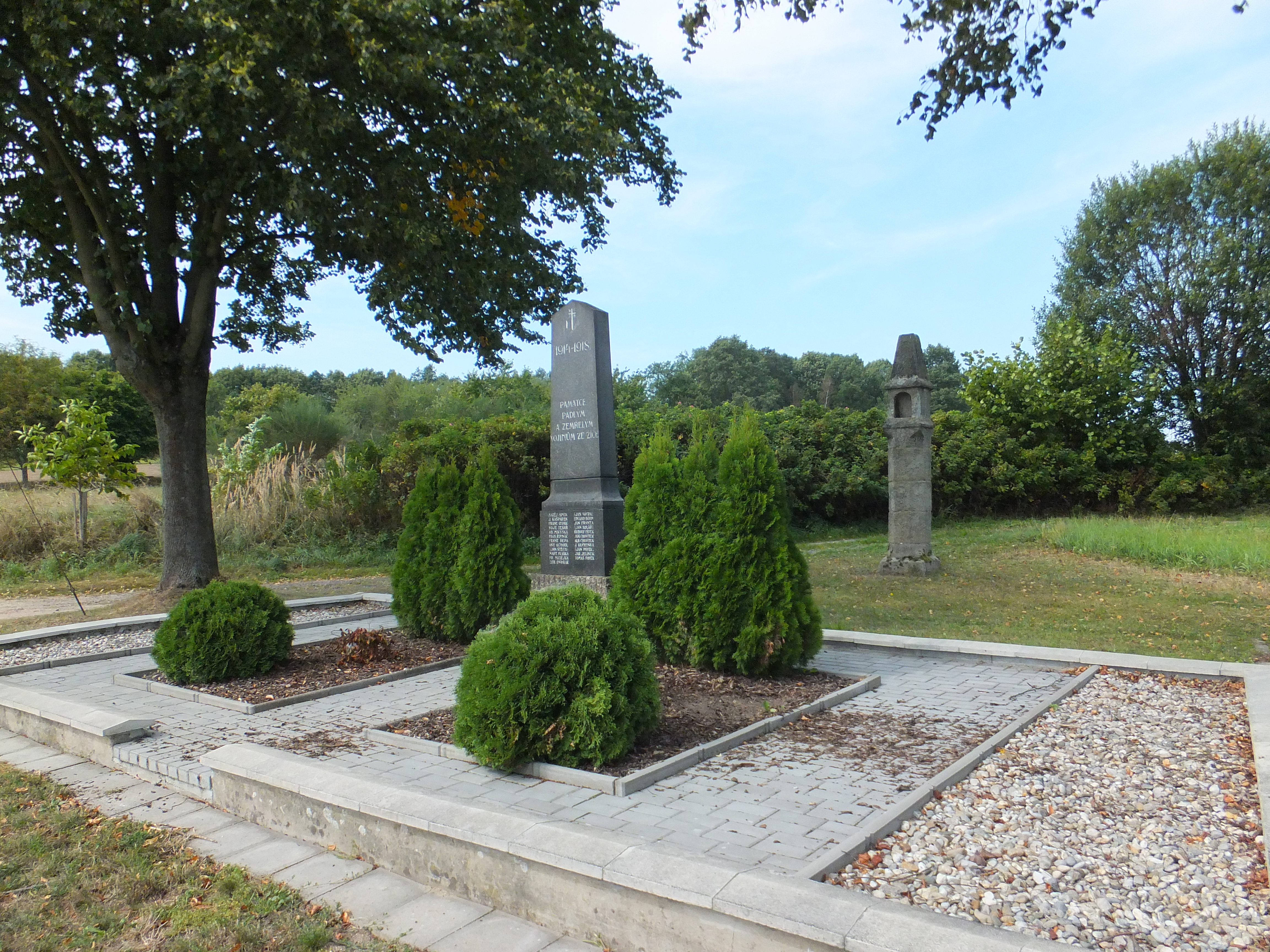
Boží muka
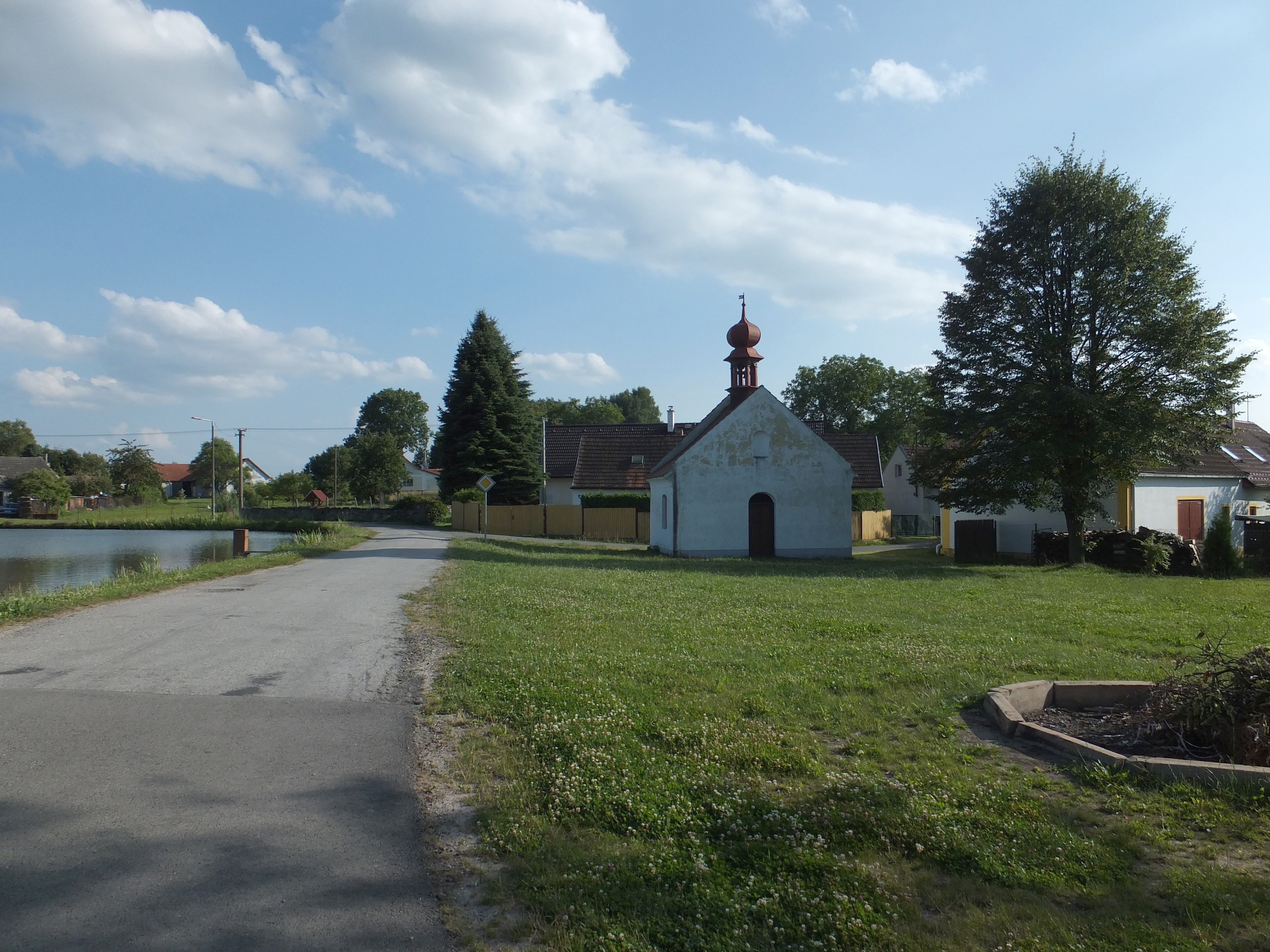
Náves
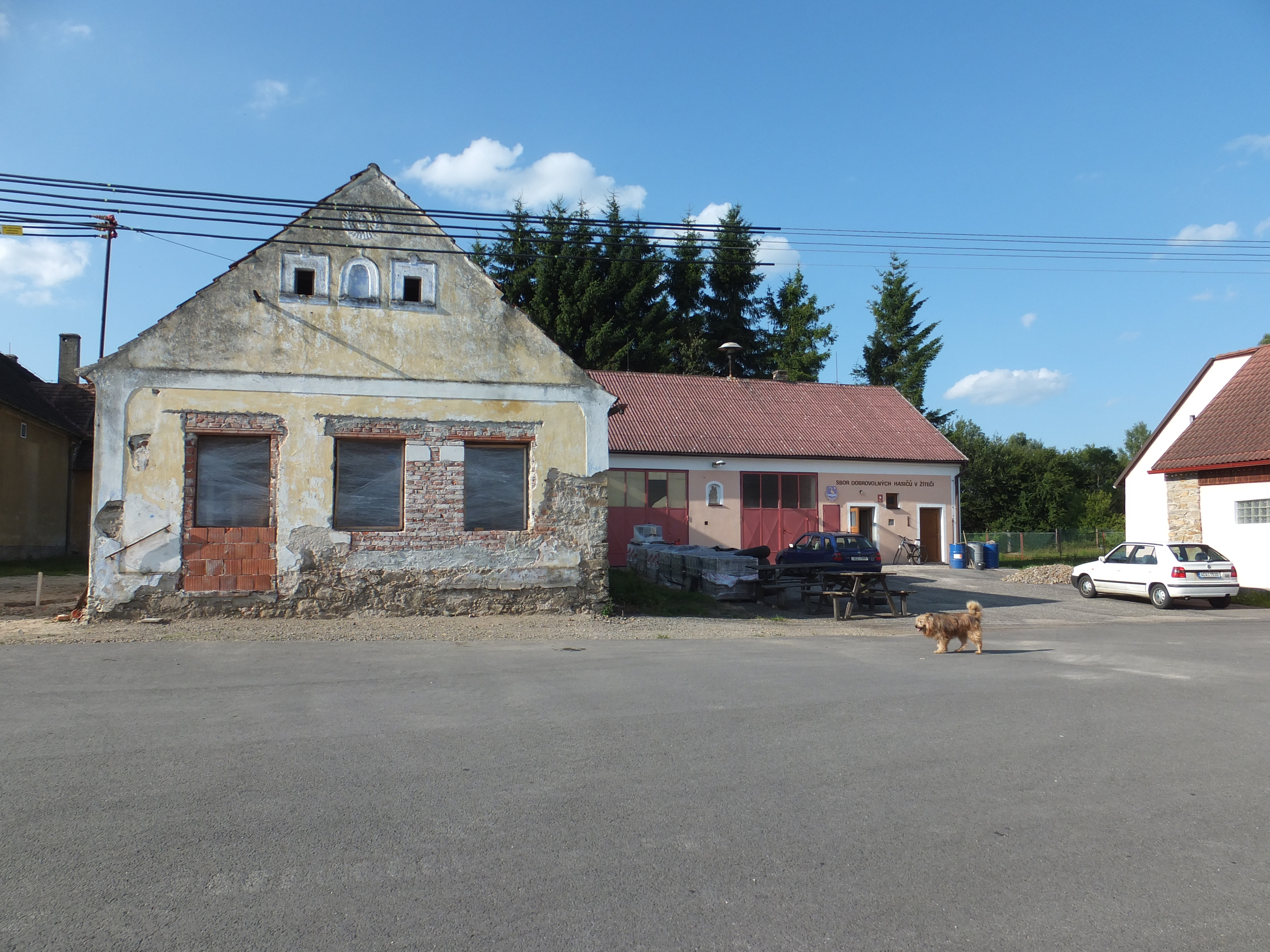
Hasičská zbrojnice
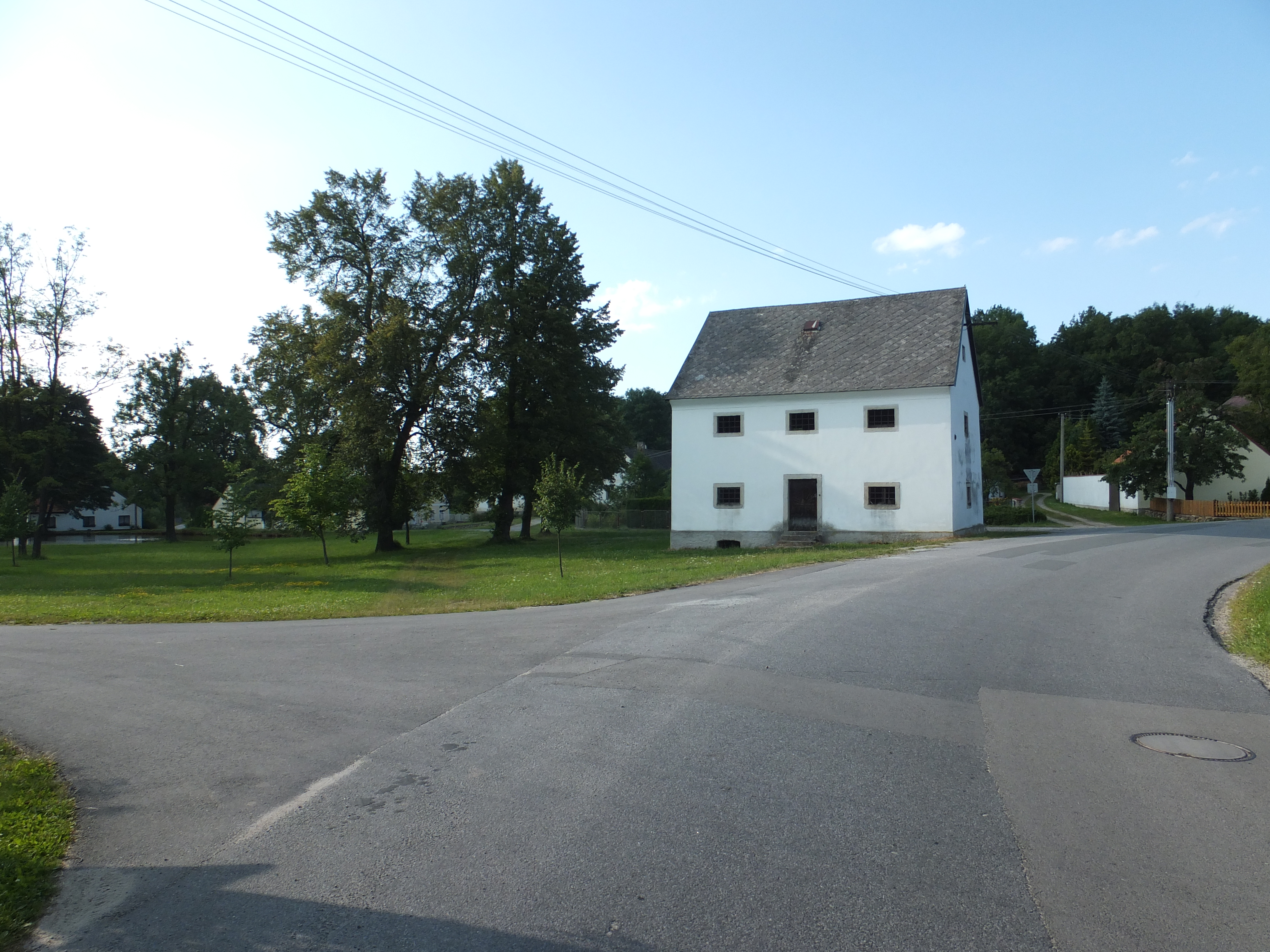
Sýpka